# 3487 Edgeworth
3487 Edgeworth este un asteroid din centura principală, descoperit pe 28 octombrie 1978 de Henry Giclas.